# Антиох XI Филадельф
Антио́х XI Филадельф (Антиох XI Епифан) — царь Сирии из рода Селевкидов, правивший в 95 году до н. э.—92 году до н. э. Второй сын Антиоха VIII Грипа.

## Правление
В 114 / 113 г. до н.э. царство Селевкидов в Сирии было разделено на две части. В южной правил Антиохом IX Кизикский, севером управлял его родственник Антиох VIII Грип.
В 96 г. до н.э. умер Антиох VIII,  и трон перешёл к его брату Антиоху IX. Он укрепил свою власть и объединил царство, женившись на вдове своего брата - Клеопатре Селене. Но в первые месяцы 95 г. до н.э. сын Гриппа Селевк VI Эпифан убил Антиоха. К концу года Селевка отстранил от престола сын покойного Антиох X Благочестивый, отомстивший за своего отца. Антиох женился на Клеопатре Селене, став её пятым мужем. Параллельно материализовались трое детей Гриппа: Антиох XI, Деметрий III и Филипп I Филадельф.
Со следующего года Антиох XI правил окрестностями Антиохии, постоянно сражаясь со своими двоюродными братьями и внешними врагами. В первый год после смерти Селевка Антиох XI вместе с Филиппом попытался захватить Антиохию, но после неудачи был вынужден бежать. Он утонул при конной переправе через реку Оронт в 92 г. до н.э.